# Штудер, Лоренц
Лоренц Штудер (нем. Lorenz P. Studer; род. 5 марта 1966, Золотурн, Швейцария) — американский учёный-медик, биолог развития, занимается стволовыми клетками.
Директор-основатель центра биологии стволовых клеток и профессор Memorial Sloan Kettering Cancer Center. Лауреат стипендии Мак-Артура (2015), Ogawa-Yamanaka Stem Cell Prize (2017), Gabbay Award одноимённого фонда (2018).

## Биография
В конце 1980-х поступил в медицинскую школу Бернского университета.
В 1991 году получил степень доктора медицины в Бернском университете, после чего открыл там лабораторию совместно с Christian Spenger. В 1996 году перебрался в Национальные институты здравоохранения США как постдок, чтобы заниматься с Ron McKay. Там же он повстречал свою будущую супругу. С 2000 года в Sloan Kettering Institute. Женат на Viviane Tabar, также учёном-медике, сотрудничает с ней. В 2014 году супруги избираются в American Society for Clinical Investigation. У них двое детей.